# تپه اطراف شهر سوخته ۳۳۷
تپه اطراف شهر سوخته شماره ۳۳۷ مربوط به هزاره سوم قبل از میلاد است و در شهرستان زابل، بخش شیب آب، دهستان لوتک، روستای حومه شهر سوخته، ۱۱/۵ کیلومتری جنوب شرق پایگاه شهر سوخته واقع شده و این اثر در تاریخ ۱۳ آبان ۱۳۸۶ با شمارهٔ ثبت ۱۹۷۶۰ به‌عنوان یکی از آثار ملی ایران به ثبت رسیده است.